# احتجاجات سيستان وبلوشستان 2021
احتجاجات سيستان وبلوشستان 2021، هي سلسلة من الاحتجاجات المستمرة في محافظة سيستان وبلوشستان في إيران. بدأت الاحتجاجات في 23 فبراير 2021 بعد مقتل عدد من تجار الوقود البلوش على الحدود الإيرانية الباكستانية.

## الجدول الزمني

### 23 فبراير
في 23 فبراير، اندلعت الاحتجاجات والإضرابات في جميع أنحاء مقاطعة سيستان وبلوشستان إثر مقتل ما لا يقل عن عشرة تجار وقود برصاص القوات المسلحة للجمهورية الإسلامية في 22 فبراير 2021. وفي سراوان، قوبل المتظاهرون بالذخيرة الحية بعد أن احتلوا مكتب المحافظ.

### 24 فبراير
في 24 فبراير، اشتدت الاحتجاجات في جميع أنحاء المحافظة. وفي زاهدان، اشتبك المتظاهرون بشدة مع قوات الأمن، وقاموا بدهس مخفر للشرطة. كما وقعت مظاهرات في خاش إيران شهر سراوان. تم قطع خدمة الإنترنت في مناطق مختلفة من المحافظة، بما في ذلك زاهدان وسرافان، تمامًا.

### 25 فبراير
ومع قطع الإنترنت الكامل، والوجود الأمني المكثف، استمرت الاحتجاجات والإضرابات حتى 25 فبراير في مدن مختلفة في المحافظة. وفي أحياء زاهدان، نصب المتظاهرون حواجز على الطرق واشتبكوا مع قوات الأمن.

## النتيجة
أدان روبرت كولفيل من مكتب الأمم المتحدة لحقوق الإنسان مقتل 23 شخصًا على يد الحرس الثوري الإيراني.